# VersaEmerge
VersaEmerge fue una banda estadounidense de rock alternativo. Formada en Port St. Lucie, Florida en 2006, el grupo tuvo reiterados cambios de miembros, manteniéndose el dúo integrado por Blake Harnage (guitarra, vocales y programación) y Sierra Kay (voz).
Luego de lanzamientos independientes, a fines de 2008 la banda firmó con el sello discográfico Fueled by Ramen y lanzaron el EP homónimo en 2009. Su álbum debut titulado Fixed at Zero fue lanzado el 22 de julio de 2010, con críticas positivas. El álbum no entró en la lista semanal Billboard 200, a pesar de que posicionó tercero en la Billboard Top Heatseekers. Dos últimos EP se lanzaron como VersaEmerge durante 2011 y 2012, Live Acoustic y Another Atmosphere Preview, respectivamente. La banda, bajo el seudónimo VERSA, lanzó de forma independiente el EP Neon en 2014.
Mientras la banda fue considerada parte de la escena emo pop y comparada con otras bandas emo con líderes femeninas, el estilo musical de Versa, tuvo elementos de rock experimental y, en su última etapa, de electrónica, al ser influenciados por la artista Björk y la banda Muse.

## Historia

### 2006-2009: Formación y primeros lanzamientos
Blake Harnage (guitarra líder), Anthony Martone (batería), Anthony James (voz secundaria, programación y teclados), Josh Center (guitarra rítmica), y Nick Osborne (bajo) pertenecían a una banda llamada My Fair Verona. Luego del abandono del vocalista en 2006, la banda decidió cambiar el nombre a VersaEmerge. La banda lanzó su primer EP, Cities Built On Sand con Spencer Pearson como vocalista en 2007. 

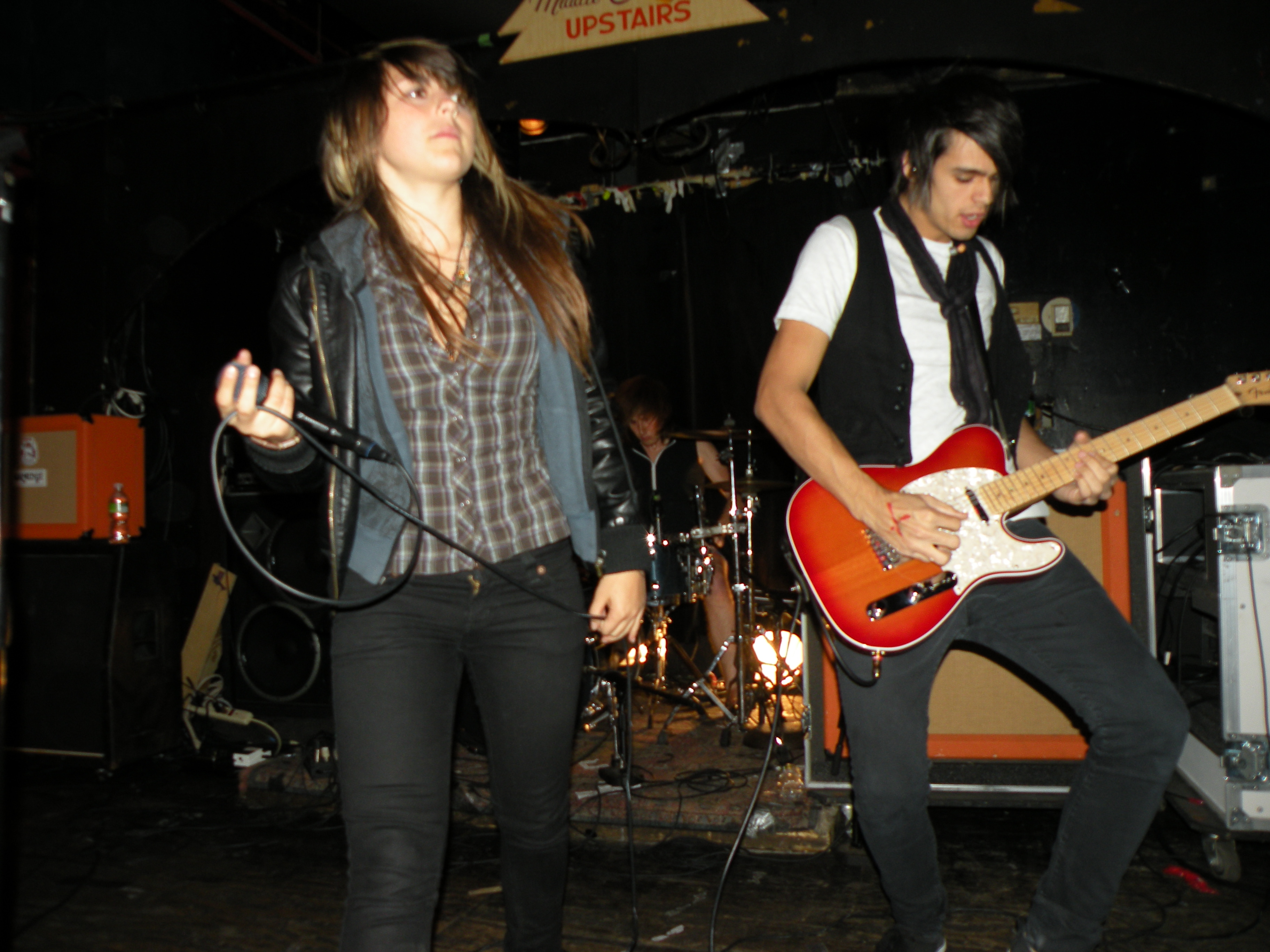
VersaEmerge en octubre de 2008.

Con la salida de Pearson, James, Center y Osbourne; la banda decidió llamar a Devin Ingelido para reemplazar a Osbourne. Pocos días después, se unió Sierra Kusterbeck para reemplazar a Antony. Ella los encontró en MySpace y audicionó mediante el envío de un demo donde realizaba un cover de la canción «The Blank Static Screen». Algunos pensaban que Kusterbeck mintió sobre su edad diciendo que tenía 18 años, cuando ella tenía realmente 16, por lo que podría conseguir una audición. Sin embargo, ella más tarde aclaró el malentendido y explicó que se trataba de una confusión, ella se estaba convirtiendo 17 a la semana de la audición, y le dijo a Harnage en el teléfono: «Yo tengo 17, mi cumpleaños es en una semana». Esto fue mal interpretado en el sentido de que ya tenía 17, y que iba a cumplir 18 años.
Con la entrada de James Lano en la guitarra rítmica, VersaEmerge se presentó en The Class of '08 Tour junto con bandas locales como Kiros, Our Last Night y There for Tomorrow. En julio de 2008, lanzaron su segundo EP, Perceptions.
VersaEmerge firmó con el sello discográfico Fueled by Ramen en diciembre de 2008, y empezaron a grabar su EP homónimo con el productor James Paul Wisner; además de contar con la aparición de Jerry Pierce, quien reemplazó a Lano. VersaEmerge fue lanzado el 3 de febrero de 2009. Después del lanzamiento del EP, el grupo tocó en The Secret Valentine Tour, siendo también elegidos para tocar 2 de 4 shows en el festival Give It a Name en el Reino Unido en 2009. Cuando regresaron a los Estados Unidos se presentaron en The Bamboozle. La banda comenzó a escribir su primer LP por varios meses en Florida antes de partir al Warped Tour 2009. Posteriormente, se dirigieron a Malibú y continuaron con la grabación. El 17 de agosto de 2009, se anunció que participarían del Love Drunk Tour de Boys Like Girls.
En septiembre de 2009, el baterista y cofundador de la banda, Anthony Martone anunció a través de Twitter que «No estoy más en VersaEmerge. Gracias por todo el apoyo. De ahora en adelante soy un baterista para contratar. Gracias a todos.» Devin Ingelido y la banda indicaron que su partida se debía a razones personales que no se dirían. Asimismo, en noviembre de 2009, el guitarrista Jerry Pierce también anunció que dejaría la banda por razones referentes a su familia. Él aclaró que sigue siendo amigos con los otros miembros, sin embargo que «no puedo seguir de gira tanto como [VersaEmerge] lo hace.» Jerry tocó su último concierto con la banda el 28 de noviembre de 2009.

### 2010-2012:Fixed at Zero

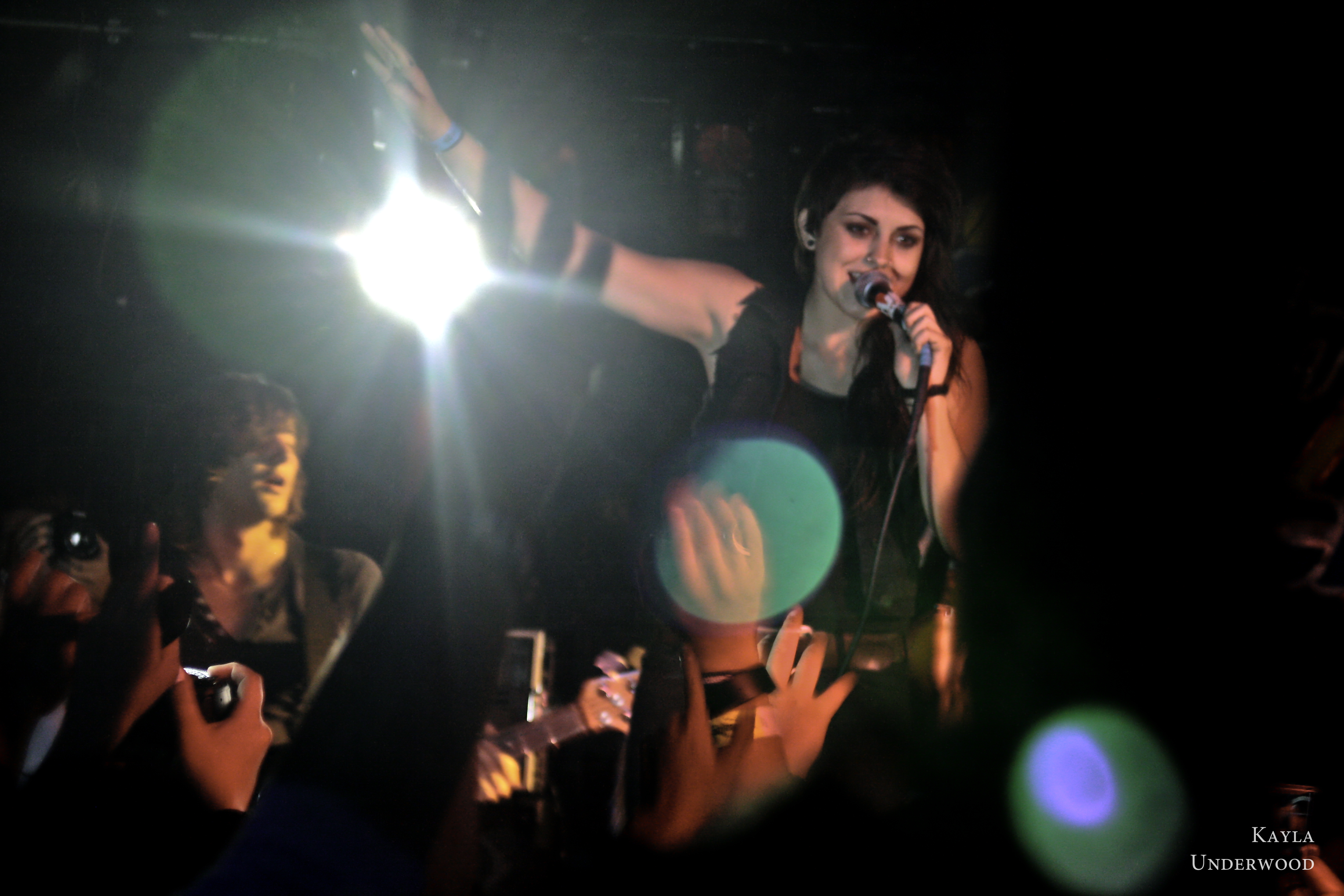
VersaEmerge en el Vultures United Tour en octubre de 2010.

En marzo de 2010, fueron nombrados por el sitio web Shred News como uno de los «Diez artistas que vigilar en 2010». Sierra Kusterbeck también fue nombrada en un artículo de la edición de mayo de Alternative Press como «La nueva clase de 2010». 
En Purevolume House, VersaEmerge tocó cuatro nuevas canciones, «Fixed at Zero», «Mind Reader», «Figure It Out» y «You'll Never Know», todas pertenecientes a su nuevo LP. La banda confirmó en su sitio web oficial que Chris Pollock, exintegrante de la banda Oh, The Story!, se ubicaría en la posición de baterista de la banda como miembro de apoyo. A principios de abril de 2010, la banda fue invitada a grabar un cover de la canción «Paint It Black» de The Rolling Stones para el álbum recopilatorio, Punk Goes Classic Rock.
VersaEmerge salió a apoyar el lanzamiento del álbum tocando por segunda vez en The Bamboozle y en el Warped Tour 2010. El 22 de julio de 2010, Fixed at Zero fue lanzado a la venta en los Estados Unidos. El primer sencillo del álbum fue «Fixed at Zero», lanzado el 13 de julio de 2010. VersaEmerge contó con los grupos Anarbor, The Dangerous Summer y Conditions como bandas de apertura durante su Vultures Unite Tour en el otoño de 2010. En octubre de 2010, la banda apareció en el episodio Road Warriors del reality show de MTV, World of Jenks. En diciembre de 2010, Alternative Press anunció que VersaEmerge sería una de las cinco bandas del Alternative Press Tour en la primavera de 2011. El 26 de abril de 2011, el bajista Devin Ingelido anunció su partida de la banda para pasar más tiempo con su esposa y su hijo recién nacido. Nick Osborne volvió a la banda para reemplazarlo en el UK/Euro Invasion Tour. En agosto de 2011, lanzaron el EP Live Acoustic que incluye covers y canciones en acústico disponible solamente por descarga digital.
El 9 de septiembre de 2011, VersaEmerge abrió el show aniversario número quince de Fueled by Ramen.
La banda confirmó que tocarían en el Soundwave Festival de Australia en febrero de 2012, Chris Kamrada de There For Tomorrow estaría en la posición de baterista para esta ocasión. Una versión de «Santa Baby» fue lanzada como sencillo, la cual fue totalmente producida por Blake. El video musical fue dirigido por Raúl Gonzo, y elegido Video del Día por PureVolume.

### 2012-2013: Segundo álbum de estudio y abandono de Fueled by Ramen
VersaEmerge anunció en su sitio web oficial que comenzaron a escribir canciones para su segundo álbum de estudio, titulado Another Atmosphere. En marzo de 2012, el dúo entró al estudio para grabar el álbum con el productor Shaun López. El 5 de mayo de 2012, confirmaron la finalización de la grabación de éste a través de Twitter. Un anticipo de tres canciones titulado Another Atmosphere Preview fue lanzado el 31 de julio de 2012, pertenecientes al nuevo álbum que sería lanzado en octubre de 2012. Sin embargo, la banda retrasó el lanzamiento a principios de 2013. Asimismo, la banda canceló su participación en el Warped Tour 2013, indicando una «reorganización sobre la dirección a la que nos dirigimos».
En julio de 2013, la banda dejó Fueled by Ramen. En octubre de 2013, lanzaron el video musical de «No Consequences», afirmando que el sencillo sería su último trabajo como VersaEmerge.

### 2013-2015:Neon
En noviembre de 2013, el dúo anunció que un nuevo EP, titulado Neon, sería lanzado el 21 de enero de 2014 bajo el alias Versa. El estilo musical cambió drásticamente a electrónica con la utilización de sintetizadores.
En junio de 2015, Sierra confirmó que el dúo estaba listo para comenzar a trabajar en un nuevo lanzamiento en un nuevo estudio que Blake estaba construyendo en Brooklyn, Nueva York, pero que irían bajo un nuevo alias y abandonarían completamente el nombre Versa. El proyecto entre los dos nunca se materializó, y su segundo álbum nunca se lanzó. Kay en su lugar pasó a formar la banda de shoegaze Neaux, y Harnage comenzó a producir para PVRIS. 

## Influencias musicales
Versa, citó como influencias a Björk, Muse, Imogen Heap y Guy Sigsworth, siendo este último quien se interesó por la banda y contribuyó en la composición de la canción «Up There» de Fixed at Zero. Además, Harnage comentó que: «soy un gran aficionado de bandas sonoras y scores de películas, por lo que trato de incorporar mucho de eso», agregando: «pero tenemos distintas influencias en diferentes cosas, no solo en bandas».

## Miembros
| - Sierra Kay - voz (2007–2015) - Blake Harnage - guitarra, vocales, programación (2006–2015) - Spencer Pearson - voz (2006–2007) - Anthony Doan - teclado, programación, coros (2006–2007) - Devin Ingelido - bajo (2007–2011) - Josh Center - guitarra rítmica (2006–2007) - Justin Parker - guitarra rítmica (2007–2008) | - James Lano - guitarra rítmica (2008) - Jerry Pierce - guitarra rítmica (2008–2009) - Anthony Martone - batería, percusión (2006–2009) - Spencer Peterson - batería, percusión (2009) - Chris Pollock - batería, percusión (2010–2011) - Nick Osborne - bajo (2006) (2011–2012) - Chris Kamrada - batería, percusión (2012) |

## Discografía
- Fixed At Zero (2010)[62][63][64]